# Dicranodontium schwabei
Dicranodontium schwabei är en bladmossart som beskrevs av Theodor Carl Karl Julius Herzog och Thériot 1939. Dicranodontium schwabei ingår i släktet Dicranodontium och familjen Dicranaceae. Inga underarter finns listade i Catalogue of Life.